# لي أرون
لي أرون (بالإنجليزية: Lee Aaron) (و. 1962  م) هي مغنية، وعازفة الجاز، وكاتبة غنائية كندية، ولدت في بيلفي، أونتاريو.
.

## روابط خارجية
- لي أرون على موقع IMDb (الإنجليزية)
- لي أرون على موقع ميوزك برينز (الإنجليزية)
- لي أرون على موقع ميوزك برينز (الإنجليزية)
- لي أرون على موقع أول ميوزيك (الإنجليزية)
- لي أرون على موقع ديسكوغز (الإنجليزية)
- لي أرون على موقع قاعدة بيانات الفيلم (الإنجليزية)